# Chateau de Tinlot
 (mai 2020).
Si vous disposez d'ouvrages ou d'articles de référence ou si vous connaissez des sites web de qualité traitant du thème abordé ici, merci de compléter l'article en donnant les références utiles à sa vérifiabilité et en les liant à la section « Notes et références ».
Le château de Tinlot est situé dans la commune belge de Tinlot, en province de Liège.

## Historique
Relevant de la Cour féodale de Liège, Tinlot est une seigneurie ayant appartenu successivement aux XIVe et XVe siècles à Warnier de Soheit, aux familles d’Ourthe, de Flémalle et de Seraing.
Le bâtiment actuel, entouré d’un parc arboré, résulte d’une reconstruction au début 17e siècle (par la famille Woot de Trixhe, 1653), et surtout d’une restauration au 20e siècle, par la famille de Laminne de Bex. 
Il possède également une chapelle, dont on attribue les bas-reliefs à Jean Del Cour.
Héritage familial, la propriété est aujourd’hui reprise par une entreprise[évasif].